# Aino Kallunki
Aino Kallunki (19 agosto 1950) è un'ex biatleta finlandese.

## Biografia
In carriera prese parte a due edizioni dei Campionati mondiali (10ª nell'individuale a Lahti/Lake Placid 1987 il miglior risultato).

## Palmarès

### Coppa del Mondo
- Miglior piazzamento in classifica generale: 3ª nel 1983